# Victor-Jean Daynes
Pour les articles homonymes, voir Daynes.
Victor-Jean Daynes, né à Colmar le 21 décembre 1854 et mort à Gan en octobre 1938, est un peintre français, père de Suzanne Daynes-Grassot et d'Edmond Daynes.

## Biographie
Fils de la comédienne Brigide Grassot et du chef d’orchestre Edmond Arthur Daynes, il présente à la Rétrospective du Salon des indépendants de 1926 les toiles Arc de Titus, La Loggia dei Lanzi, Effet de neige, Canal Saint-Martin, Les Communiqués et Scène de boxe. L'année suivante, il expose aux Indépendants Levée de foin en Béarn, en 1928 Paysage béarnais et Rentrée de foin, petite ferme béarnaise et, en 1929, Maison de Jeanne d'Albret, à Gan et Paysage béarnais. 
Il épouse en secondes noces, en 1905, la maîtresse de ballet Rita Papurello (1854-1941).
En 1936, il revend son fonds de commerce d'imprimerie lithographique de la rue Bolivar.